# إدغار ويلسون
إدغار ويلسون (بالإنجليزية: Edgar Wilson) هو محامي وسياسي أمريكي، ولد في 25 فبراير 1861 في الولايات المتحدة، وتوفي في 3 يناير 1915 في الولايات المتحدة. حزبياً، نشط في الحزب الجمهوري. وقد انتخب عضو مجلس النواب الأمريكي.